# Wilhelm von Ahn
Wilhelm Heinrich August von Ahn (* 6. Oktober 1879 in Hannover; † 12. September 1916 in Magdeburg) war ein deutscher Theaterschauspieler und Operntenor.

## Leben und Werk
Er war der Sohn des Maurermeisters Peter Heinrich von Ahn und dessen Ehefrau Dorothee Konradine Henriette geb. Meyer. Nach dem Schulabschluss schlug er eine Bühnenlaufbahn ein und nahm mit 18 Jahren Schauspielunterricht in Quedlinburg. Als Charakterschauspieler fand er Anstellungen in Wismar und Oldenburg. Später wechselte er als Operettentenor an das Bellevuetheater nach Stettin, ging dann an das Zentraltheater nach Dresden und im Anschluss an die Komische Oper in Berlin. Nach erneutem Aufenthalt in Stettin ging er an das Schauspielhaus nach Stuttgart und letztendlich an das Zentraltheater Magdeburg, wo er wenige Wochen vor seinem 37. Geburtstag starb.